# Joachim Rathke (Opernregisseur)
Joachim Rathke (* 1968 in Kiel) ist ein deutscher Opern- und Theaterregisseur.

## Leben
Nach dem Studium von Musikwissenschaft und Romanistik in Hamburg und der Opernregie an der Hochschule für Musik „Hanns Eisler“ Berlin (HFM) war er am Opernhaus Kiel, an der Folkoperan Stockholm, dem Staatstheater Braunschweig und an der Oper Frankfurt als Regieassistent engagiert. 1998 wurde er als Spielleiter an die Staatsoper Unter den Linden in Berlin engagiert. 
Seit 2001 ist Joachim Rathke als freischaffender Regisseur tätig und hat bislang 2 Schauspiele und 37 Opern im In- und Ausland inszeniert. Für die Münchener Biennale für neues Musiktheater erarbeitete er 2010 in Zusammenarbeit mit Georges Delnon die Uraufführung der Oper Maldoror von Philipp Maintz. Daneben arbeitet Rathke seit 1996 zunächst als Regieassistent, dann als Co-Regisseur mit Christoph Marthaler. Er hatte zudem Lehraufträge an der Hochschule für Musik und Theater „Felix Mendelssohn Bartholdy“ Leipzig, an der Mahidol-University of Bangkok sowie an der Hochschule für Fernsehen und Film München inne und inszenierte 2012 und 2015 an der Hochschule für Musik Nürnberg.

## Inszenierungen (Auswahl)
- The Carbon Copy Building von Bang on a Can (Julia Wolfe, David Lang, Michael Gordon), Westwerk Leipzig, Kunstverein Freiburg (2015)
- Le nozze di Figaro von Wolfgang Amadeus Mozart, Coralville Center for the Performing Arts, Iowa (2015)
- La fedeltà premiata von Joseph Haydn, Projekt der Hochschule für Musik Nürnberg (2015)
- Götterdämmerung von Richard Wagner, Wagner-Festtage Leipzig (2013)
- L’heure espagnole / The Wandering Scholar von Maurice Ravel / Gustav Holst, Young Opera Company Freiburg (2013)[1]
- Carmen von Georges Bizet, Opernfestspiele Heidenheim (2012)
- Kaspar Hauser. Child of Europe von Rory Boyle, Projekt der Hochschule für Musik Nürnberg in Zusammenarbeit mit dem Royal Conservatoire of Scotland (2012)
- Maria Tudor von Giovanni Pacini, Stadttheater Gießen (2012)[2]
- Kein Ort. Nirgends von Anno Schreier, Young Opera Company Freiburg (2011)[3]
- Lo schiavo von Carlos Gomes, Stadttheater Gießen (2011)[4]
- The Merry Widow von Franz Lehár, College of Music, Mahidol University Bangkok (2010)
- Hänsel und Gretel von Engelbert Humperdinck, Salzburger Landestheater, 2007
- La finta semplice von Wolfgang Amadeus Mozart, Pfalztheater Kaiserslautern (2006)[5]
- Casanova von Daniel Schnyder beim Yehudi Menuhin Festival Gstaad (2005, Uraufführung)
- Il trovatore von Giuseppe Verdi, Theater der Stadt Koblenz (2005)
- Il turco in Italia von Gioachino Rossini, Opernfestival Engadin, St. Moritz (2004)
- Der fliegende Holländer von Richard Wagner, Opernhaus Halle (2003)
- La Bohème von Giacomo Puccini, Opernhaus Regensburg (2003)
- La traviata von Giuseppe Verdi, Opernhaus Aachen (2003)
- Così fan tutte von Wolfgang Amadeus Mozart, Opernhaus Kiel (2002)
- Rigoletto von Giuseppe Verdi, Opernhaus Halle (2002)
- Wozzeck von Alban Berg, Städtische Bühnen Osnabrück (1999)
- Der Freischütz von Carl Maria von Weber, Schlossfestspiele Zwingenberg (1999)